# Tchara
La Tchara (en russe : Чара) est une rivière de Sibérie orientale en Russie, qui coule dans les oblasts de Tchita et d'Irkoutsk, ainsi que dans la République de Sakha. C'est un affluent de l'Olekma en rive gauche, donc un sous-affluent de la Léna.

## Géographie
La Tchara naît du versant méridional des monts Kodar, en tant qu'émissaire du lac Grand Leprindo, et coule initialement en direction du nord-est au sein d'une large vallée comprise entre les monts Kodar, au nord-ouest, et les monts Oudokan, au sud. Elle vire ensuite vers le nord-nord-ouest franchissant les contreforts nord-est des Kodar. Bien plus loin au nord, elle reçoit de gauche les eaux de la Jouïa. Virant ensuite vers le nord-est, elle devient un cours d'eau de plaine. Elle reçoit alors de gauche le Molbo, puis de droite le Tokko. Peu après, elle se jette dans l'Olekma, peu avant que cette dernière se jette elle-même dans la Léna.

## Affluents
- La Jouïa (rive gauche) (337 km)
- Le Molbo (rive gauche) (334 km)
- Le Tokko (rive droite) (446 km, bassin de 23 100 km2 et 220 m3/s de module)
  - La Tiania (rive droite) (177 km, bassin de 4 030 km2 et 22,7 m3/s)

## Gel - Navigabilité
La Tchara est navigable sur 416 km depuis son embouchure jusqu'aux environs du confluent de la Jouïa.
La rivière est prise par les glaces entre le début du mois d'octobre et le mois de mai. 

## Le parcours du BAM
Dans son cours supérieur, la Tchara est longée sur 80 kilomètres par la voie ferrée du Baïkal Amour Magistral ou BAM.

## Villes traversées
- Chara, située dans la large vallée de son cours supérieur, mais à quelques kilomètres de la voie ferrée du BAM.

## Hydrométrie - Les débits à Tokko
La Tchara est une rivière assez abondante. Son débit a été observé pendant 55 ans (sur la période allant de 1936 à 1990) à Tokko, petite ville située à quelque 120 kilomètres de sa confluence avec l'Olekma. La station se trouve en amont de la confluence de la rivière Tokko dont les importants débits ne sont donc pas pris en compte. 
À Tokko, le débit annuel moyen ou module observé sur cette période était de 637 m3/s pour une surface de drainage de 62 500 km2, soit un peu plus de 70 % de la totalité du bassin versant de la rivière. La lame d'eau d'écoulement annuel dans le bassin se montait de ce fait à 322 millimètres, ce qui peut être considéré comme assez élevé.
Le débit moyen mensuel observé en mars (minimum d'étiage) est de 41,7 m3/s, soit moins de 2 % du débit moyen du mois de juin (2 374 m3/s), ce qui souligne l'extrême amplitude des variations saisonnières. Et les écarts de débits mensuels peuvent être encore bien plus importants d'après les années : sur la durée d'observation de 55 ans, le débit mensuel minimal a été de 26,9 m3/s en mars 1956, tandis que le débit mensuel maximal s'élevait à 3 930 m3/s en juin 1981.
En ce qui concerne la période libre de glace (de mai à septembre inclus), le débit minimal observé a été de 351 m3/s en septembre 1954.  